# الدعوة السلفية بالإسكندرية
الدعوة السلفية هي جمعية إسلامية دعوية تهدف لنشر المنهج السلفي، أُسست عام 1972م علي يد مجموعة من الطلاب المتدينين وهم محمد إسماعيل المقدم وسعيد عبدالعظيم وأحمد فريد ومحمد عبد الفتاح أبو إدريس وياسر برهامي.

## أهداف الدعوة السلفية

مسجد عمر بن الخطاب بمنطقة الإبراهيمية بمحافظة الإسكندرية

يرى أصحاب الدعوة السلفية أن أهداف دعوتهم تتمثل في الآتي:
- أهداف دين الإسلام أي «الدعوة إلى توحيد الله والإذعان لله والانقياد التام لله والبراء من الشرك وأهله» استنادا إلى قول الله تعالى في كتابه الكريم ﴿ادْعُ إِلَى سَبِيلِ رَبِّكَ بِالْحِكْمَةِ وَالْمَوْعِظَةِ الْحَسَنَةِ وَجَادِلْهُمْ بِالَّتِي هِيَ أَحْسَنُ إِنَّ رَبَّكَ هُوَ أَعْلَمُ بِمَنْ ضَلَّ عَنْ سَبِيلِهِ وَهُوَ أَعْلَمُ بِالْمُهْتَدِينَ ۝١٢٥﴾ [النحل:125]
- كما مبين من اسم الدعوة فهي «سلفية» بمعنى أنها تدعو إلى «فهم الكتاب والسنة بفهم سلف الأمة» والمقصود بسلف الأمة هم الصحابة والتابعين وتابعي التابعين، استنادا إلى قول النبي ﷺ

| الدعوة السلفية بالإسكندرية | خير أمتي القرن الذي بعثت فيهم، ثم الذين يلونهم، ثم الذين يلونهم، ثم يأتي قوم ينذرون ولا يوفون، ويخونون ولا يؤتمنون، ويشهدون ولا يستشهدون، ويفشو فيهم السمن | الدعوة السلفية بالإسكندرية |

.
- نبذ البدع والدفاع عن السنة النبوية استنادا لقول الله تبارك وتعالى: ﴿سُنَّةَ مَنْ قَدْ أَرْسَلْنَا قَبْلَكَ مِنْ رُسُلِنَا وَلَا تَجِدُ لِسُنَّتِنَا تَحْوِيلًا ۝٧٧﴾ [الإسراء:77] [1]

## موقفهم من الجماعات الإسلامية الأخرى
تعتبر الدعوة السلفية نفسها على أنها مؤسسة دعوية تقوم على دعوة الناس إلى فهم الكتاب والسنة بفهم سلف الأمة وهي تتفق مع التيارات الإسلامية المحيطة في أمور وتختلف معها في أمور أخرى.

### موقفهم منجماعة الإخوان المسلمين
لم يكن الدعاة السلفيون في بدايات نشأتهم الأولى بعيدين عن جماعة  الإخوان المسلمين فكريًا ولا تنظيميًا، إذ نشأ بعضهم في بيوت إخوانية، كالشيخ ياسر برهامي الذي اعتقل والده وعمه من بين من اعتقلوا من الإخوان خلال الحقبة الناصرية بينما عمل البعض الآخر بين صفوف الحركة في أول حياته. لكنهم جميعا اتفقوا على رفض الانضمام إلى الجماعة، وقد تزعم هذا الرفض محمد إسماعيل المقدم الذي أصر على الاستمرار في دعوته التي كان قد بدأها قبل ذلك.
رفض السلفيون إعطاء البيعة لمرشد الإخوان مستندين وقتها إلى أن المرشد العام الأستاذ «عمر التلمساني» الذي جمع صفوف الحركة بعد رحيل المستشار حسن الهضيبي كان مجهولاً أي غير معلن عنه في ذلك الوقت، وقد رفض السلفيون إعطاء البيعة لشخص مجهول. وإزاء هذا الموقف احتج السلفيون بأنهم كانوا قد دعوا التلمساني لإلقاء محاضرة في إطار النشاط الطلابي بمدرج كلية الطب بالجامعة إلا أن بعض قيادات الإخوان أنكروا عليهم دعوته باعتباره لا يمثل الإخوان المسلمين، بينما أعلن عليهم فيما بعد أنه المرشد العام للجماعة.
وقد وقعت بعض الصدامات بين الطلاب السلفيين والإخوان المسلمين داخل جامعة الإسكندرية (عام 1980)، وكان طلاب الإخوان ما زالوا يعملون باسم الجماعة الإسلامية، يقول ياسر برهامي: «كنا نوزع أوراقا ونعمل محاضرات في ساحة الكلية ونسميها ندوة، ونتكلم فيها عن قضية التوحيد وقضايا الإيمان»، فخطط الإخوان لمنع هذا اللقاء، ومنع خروج الطلاب للمشاركة فيه، فحصل الصدام الذي لم يكن السلفيون على استعداد له بينما كان الإخوان بعد خروجهم من معتقلات الحقبة الناصرية «مرتبين أمورهم»، حتى ظهر ارتباك شديد لدى السلفيين، التقوا على أثره واتفقوا على العمل بطريقة مرتبة، فجرى ما يشبه الاتحاد من أجل الدعوة بين هؤلاء الطلاب الذين يعرفون الآن بشيوخ الدعوة السلفية ورموزها، وتم الاتفاق بينهم على أن يتولى محمد عبد الفتاح أبو إدريس (قيِّم) المدرسة السلفية، أي مسئولها الأول.
وبالرغم من هذه البداية التي شهدت ما يشبه الصراع بين السلفيين والإخوان إلا أن الباحث المدقق في الموقف السلفي يلحظ بسهولة هذه المساحة الكبيرة التي يراها السلفيون مشتركة بينهم وبين جماعة الإخوان المسلمين. بل وتنم كتابات عدد كبير من رموز الدعوة السلفية عن تقدير عال لتاريخ وجهود مؤسس حركة الإخوان الإمام حسن البنا، إذ لا يكاد يذكره أحدهم في ندوة أو خطبة أو مقال إلا ويتبع ذلك بالترحم عليه والدعاء له «رزقه الله منازل الشهداء».
ففي مقال له يهاجم وحيد حامد بسبب مسلسل الجماعة يقول الشيخ عبد المنعم الشحات
| «"مسلسل "الجماعة" لا يختلف عن "مسلسل العائلة" في الهجوم على الإسلاميين عمومًا، وعلى السلفيين خصوصًا، وزاد عليه هجومًا خاصًا على الإخوان، وتشويهًا متعمدًا لتاريخ مؤسس جماعتهم، وهو أمر يقتضي أن نرد على تلك الحملة الشاملة على دين الله، كما يقتضي الذب عن عِرض أحد أبرز رموز الدعوة في العصر الحديث الأستاذ "حسن البنا" -رحمه الله-".» |

ثم ينقل قول ناصر الدين الألباني ما معناه: «إن كانت للأستاذ»حسن البنا«أخطاء فهي مغمورة في بحر حسناته، ولو لم يكن لـ»حسن البنا«إلا تجديد شباب الدعوة لكفاه ذلك». وقد كتب سيد عبد الهادي: «إن حملات الوقيعة بيْن جماعة»الإخوان المسلمين«و»التيار السلفي«تتزايد حدتها؛ لضرب الصحوة الإسلامية ككل، فتسقط في أعين الناس، ويكون المستفيدون هم أعداء الإسلام». وأضاف «للأسف.. انزلق بعض الأفاضل في هذا الأمر، وتوالت الاتهامات بين أكبر فصيلين في الدعوة الإسلامية، لا أقول في مصر فقط بل في العالم الإسلامي كله بدون مبالغة!». لكنه يرى أن «ما يجمعنا أكثر مما يفرقنا».
وتابع «لا يصح بحال مِن الأحوال أن يصدق السلفيون أن الإخوان سوف يقضون عليهم إذا تمكنوا، وأنهم سيكونون أشد عليهم من الظالمين؛ فإننا نعتقد أن إخواننا في جماعة الإخوان المسلمين عندهم مِن الدين والورع ما يجعلهم لا يفكرون في ذلك؛ فضلاً عن تنفيذه».

### موقفهم من جماعةأنصار السنة المحمدية
يؤكد السلفيون على الأثر الكبير الذي كان لجماعة «أنصار السنة المحمدية» في نشأة دعوتهم تاريخيا، خاصة وقد كانت أنصار السنة على منهج أهل السنة والجماعة الذي تميزت بنشره على يد شيوخها: محمد حامد الفقي، وعبد الرزاق عفيفي، وعبد الرحمن الوكيل، ومحمد علي عبد الرحيم، الذي كان للسلفيين في بدايات دعوتهم معه لقاءات ومجالسات.
لكن لماذا اختار السلفيون العمل خارج هذه الجماعة، التي كانت قائمة بالفعل وعلى منهج يلتزم الكتاب والسنة؟ وقد عملوا ضمن إطارها في كثير من البلاد، حتى حالت الظروف دون ذلك. يذهب الشيخ ياسر برهامي إلى أن مسألة عمل السلفيين ضمن جماعة أنصار السنة كانت تتوقف على شخصيات القائمين على الجماعة في المناطق المختلفة، ففي الإسكندرية كانت هناك طائفة لا تستوعب الشباب ولا طاقاتهم"، على حد قوله، بل تكاد تحصر نفسها في قضايا شرعية بعينها "تتشدد جدا فيها وتهمل غيرها رغم أن الحق غالبا ما يكون في خلافها"، مثل قضية (الاقتصار على الصحيحين في الاستدلال)، ومثل قضية (إخراج القيمة في زكاة الفطر)، ومثل قضية (إنكار المهدي)، ولقد كان الوضع في الإسكندرية لا يحتمل أي تطوير للعمل من خلال الأوضاع القائمة آنذاك. في حين كان التعاون التام للسلفيين في وجود الشيخ محمد صفوت نور الدين وقبل أن يتولى رئاسة الجماعة، الذي كان يحضر لقاءات السلفيين في المحافظات المختلفة.
ورغم أن الظروف التي حالت دون بقاء السلفيين ضمن إطار «أنصار السنة» وصفها د.ياسر برهامي بأنها «خارجة عنا» إلا أن المتأمل في منهج الجماعتين ووسائل دعوتهما ومساحة الحركة يمكن أن يخرج بعدد من الأسباب، أهمها: ضيق المساحة المتاحة للعمل أمام السلفيين ضمن «أنصار السنة»، وهي الجمعية المعترف بها قانونا، وتشرف عليها رسميا وزارة الشؤون الاجتماعية، وتتلقى مساعدات من الدولة، فضلا عن المسائل الخلافية التي ذكرها برهامي، إلى جانب رغبة السلفيين في مساحة أكبر للعمل والحركة دون قيود.

### موقفهم من جماعةالتكفير والهجرة
وبينما كان السلفيون يضعون اللبنات الأولى لدعوتهم ظهرت جماعة التكفير والهجرة على يد شكري مصطفى، الذي استطاع أن يضم إليه عددا كبيرا من الشباب، اللذين نفذوا فيما بعد حادثة قتل وزير الأوقاف الأسبق الشيخ الذهبي، وقعت الحادثة بينما كان السلفيون بأحد معسكراتهم الإسلامية في إستاد جامعة الإسكندرية صيف عام 1977، وكانت لها أصداء داخل المجتمع المصري، ولذلك وصفها الشيخ أحمد فريد بأنها "كانت فتنة بالفعل"، حرص السلفيون على نفيها عن أنفسهم والتأكيد على عدم تبنيهم لهذا الفكر، حسبما حكى فريد في مذكراته، قائلا: "خرجنا إلى المواصلات العامة ونحن نرتدي (فانلة) مكتوبا عليها "الجماعة الإسلامية.. ندعو الله عز وجل، ونتبرأ من جماعة التكفير وقتل الذهبي"؛ وذلك حتى لا تستغل الفرصة لضرب الصحوة الناشئة. ثم شرع محمد إسماعيل المقدم يدرس لهم ولمن حضر من الطلاب في المعسكر رسالة شرعية في الرد على جماعة التكفير.
ولعل هذه الحادثة على ما فيها من توصيف لموقف السلفيين من التكفير تضفي مزيدا من الضوء على النشاط الدعوي والحركي والطلابي الذي كان متاحا لهم في هذه الفترة داخل الجامعات، وهي الوسيلة التي أتاحت لهم فرصة التواجد وسط الشباب، من خلال العمل ضمن إطار «الجماعة الإسلامية»، حتى صار للسلفين وجودا واضحا ينافس وجود الجماعات الأخرى العاملة قبلهم.
كان نشاطا مكثفا تمثل في إقامة المعسكرات السنوية، حيث جرى تنظيم أكثر من معسكر بمبنى اتحاد الجامعة، وأمام كلية الهندسة، إلى جانب الخروج لرحلات العمرة التي يتفق عليها اتحاد الجامعة من خلال اشتراكات الطلاب، وكذا عمل الأيام الإسلامية واعتكافات رمضان، وطبع الكتيبات والمطويات الإسلامية كل ذلك كان يتم باسم تيار «الجماعة الإسلامية» و«اتحاد الطلاب»، كما كان من نشاط الدعوة المتاح في هذه الفترة ـ التي لم يكن بها حرس جامعي يضيق على الطلاب أنشطتهم ـ «قوافل الدعوة» التي تسير على طريقة جماعة (التبليغ) داخل الجامعة.. ففي هذه الفترة أراد الرئيس السادات أن يضرب الاتجاه الشيوعي داخل الجامعة بالجماعة الإسلامية، فخفف من قبضة القيود تدريجيا وبالفعل حتى انتقل بعض اليساريين إلى صفوف الجماعة الإسلامية.
وقد جرى تنظيم عدد من المعسكرات الصيفية في الأعوام 77، 78، 79 كلها كانت ذات منهج سلفي، كان يوزع فيها كتاب (الأصول العلمية للدعوة السلفية)، وكان يدرس فيها كتاب (تطهير الجنان والأركان عن درن الشرك والكفران)، وكلها كانت ذات صبغة سلفية.

## تأسيسهم لمعهد اعداد الدعاة

لوجو معهد الفرقان لأعداد الدعاه الذي اسسه أبناء الدعوة السلفية بالإسكندرية

بعد انفصال المدرسة السلفية عن تيار الجماعة الإسلامية في الجامعات وتخرج هؤلاء الطلاب أطلق عليها الدعوة السلفية في العام 84-1985؛ وذلك لإثبات شمولية دعوتها. على حد قول الشيخ عبد المنعم الشحات.
وخلال مرحلة الانتشار والتوسع، منذ منتصف الثمانينات، أسست الدعوة السلفية (معهد الفرقان لإعداد الدعاة) في الإسكندرية عام 1986، كأول مدرسة إسلامية ذات منهجية سلفية لتخريج الدعاة، وشرع الدعاة السلفيون يشرفون عليه ويضعون مناهج التدريس لطلابه، وقد لاقى هذا المعهد سمعة طيبة حتى ذاع صيته بين الراغبين في طلب العلم الشرعي بكافة فروعه (فقه، تجويد، حديث، أصول، توحيد، قرآن) حتى من بين خريجي الأزهر. وفي فترة وجيزة خرج المعهد عددا من الدعاة حملوا مشعل الدعوة السلفية في مصر، انتشروا في عدد من المحافظات والأقاليم حتى صارت الدعوة السلفية بفضله تصدر دعاتها إلى كل أقاليم القطر المصري وخارجه، وهم الذين هيؤوا لها فيما بعد هذا المدد السلفي الذي بات ملحوظا، على الرغم من أنهم اختاروا منهجاً دراسياً متعمقاً يفوق عمقه المناهج التي تدرس في المعاهد الدينية الرسمية وغير الرسمية.

## بعض نشاطات الدعوة السلفية
أصدرت الدعوة السلفية في هذه المرحلة مجلة (صوت الدعوة) وهي مطبوعة إسلامية شهرية ظلت تصدر دون انتظام إلى حين تم إيقافها نهائيا سنة 1994م، وكانت تهتم بكل ما يتعلق بالمنهج السلفي من خلال مقالات شرعية مطولة يكتبها الدعاة السلفيون.
ولم يتوقف النشاط السلفي في الإسكندرية على الجوانب التعليمية والدعوية فحسب، بل تعداه إلى جوانب اجتماعية وإغاثية ككفالة الأيتام والأرامل، وعلاج المرضى، وغير ذلك من النشاطات جرى العمل فيها من خلال «لجنة الزكاة» التي كان لها فروع في كل منطقة وحي من مناطق وأحياء الإسكندرية. وقد استلزم هذا الانتشار السعي إلى ترتيب هذا العمل متعدد المجالات سواء داخل الإسكندرية أو خارجها، لا سيما مع ازدياد أعداد المنتسبين إلى السلفية والمتأثرين بمنهجها. لذلك أنشأ السلفيون «المجلس التنفيذي» ليدير شؤون الدعوة في المناطق المختلفة بطريقة مركزية منظمة. وأيضا تم تشكيل «لجنة المحافظات»، و«اللجنة الاجتماعية»، و«لجنة الشباب» كل ذلك خلال السنوات مِن 1986 إلى 1992. حيث تم تكوين أول جمعية عمومية للدعاة -وليس لعموم الإدارة- الذين تم اختيارهم مِن قِبَل المنتسبين للدعوة؛ «بناءً على الكفاءة والأمانة المنهجية، والدعوية، والسلوكية، والخلقية»، على حد قول الشحات، ثم اختارت الجمعية العمومية «القيم» ـ وهو المسؤول الأول عن الدعوة ـ ونائبه ومجلس الإدارة بالاقتراع السري المباشر، وانتهى الأمر باختيار الشيخ «محمد عبد الفتاح أبو إدريس» قيمًا، والشيخ «ياسر برهامي» نائبًا، وعضوية كل من: الشيخ محمد إسماعيل، والشيخ أحمد فريد، والشيخ أحمد حطيبة، والشيخ سعيد عبد العظيم، والشيخ علي حاتم. وكانت قرارات المجلس التنفيذي تـُتخذ بالأغلبية مع ترجيح جانب «القيِّم» ـ الذي هو بمثابة رئيس الدعوة السلفية ـ عند التساوي.
ولما كانت الدعوة «جزءا من واقع مليء بالحسابات المعقدة»، على حد تعبير الشيخ ياسر برهامي، فقد استفز توسع السلفيين الأجهزة الأمنية التي شرعت في التضييق عليهم، محاولة تفكيك الروابط التنظيمية لهذا التجمع الأصولي الذي جذب في فترة محدودة عشرات الآلاف من الشباب المتدينين، وبلغ هذا التضييق ذروته في القضية التي تم فيها توقيف قيم الدعوة السلفية الشيخ أبو إدريس، والشيخ سعيد عبد العظيم عام 1994، وهي القضية التي تم فيها وقف مجلة «صوت الدعوة»، وإغلاق معهد «إعداد الدعاة»، الذي جرى تسليمه لوزارة الأوقاف على أساس أن الوزارة سوف تستمر في العمل وهي التي سوف تشرف عليه، إلا أن ذلك لم يحدث وتوقف العمل فيه تماما، كما جرى حل «المجلس التنفيذي»، واللجنة الاجتماعية، ولجنة المحافظات.
ولم يبق للسلفيين من مجالات عمل سوى الجامعة وبين الطلائع، وهو ما لم يتم الاعتراض عليه من قبل الأجهزة الأمنية في هذه الفترة وظل مستمرا حتى عام 2002، العام الذي تم فيه إيقاف العمل في الجامعة والطلائع والعمل خارج الإسكندرية، وقد كان السفر والتنقل ممنوعاً على الدعاة السلفيين خارج الإسكندرية منذ أواسط التسعينيات.
وإزاء هذا القمع والاستهداف المبيت على ما يبدو ينفي السلفيون أن يكون العمل في الجامعة والمحافظات ـ المبررات التي كانت مطروحة آنذاك ـ هو السبب في استفزاز الأجهزة الأمنية ضدهم، بل يرجعون أسباب هذه الضربات الأمنية المتتابعة إلى الأحداث العالمية والحرب الأمريكية على ما يسمى الإرهاب التي كانت في ذلك الوقت ذات تأثير كبير على مستوى العالم وكان لها انعكاساتها على المستوى المحلي.

## الموقف من السرية والعمل التنظيمي
بالرغم من اتساع الرقعة التي يشغلها السلفيون من الخارطة الإسلامية في مصر إلا أنهم يعملون بلا تنظيم هرمي ينخرطون فيه ويسير شئون دعوتهم. وعلى عكس الإخوان المسلمون والجماعة الإسلامية والجهاد وحزب التحرير ليس في أدبيات السلفيين كلمة «تنظيم»، بل يستعيضون عنها بمصطلح «العمل الجماعي»، ويرون ذلك تحصيل حاصل؛ لأن كلمة «جماعي» تغني عندهم عن كلمة «تنظيمي».
أما تعريفهم للعمل الجماعي فهو: "التعاون على ما يُقدر عليه من إقامة الفروض الكفائية مثل الأذان، وصلاة الجماعة، وصلاة الجمعة، والأعياد، والدعوة إلى الله، والقيام على حقوق الفقراء والمساكين، وتعليم المسلمين وإفتائهم بمقتضى الشرع، وسائر ما يقدر عليه من فروض الكفايات". إذ أن لهم تأصيل شرعي في كافة تفريعات العمل التنظيمي، مثل: البيعة، والسرية، والشورى، ووجود الإمام من عدمه، وأيضا قضية "المسمى"، وهم يستمدون موقفهم في العمل الجماعي من فتاوى وكتابات عدد من العلماء القدامى مثل ابن تيمية، والإمام الجويني، والعز بن عبد السلام، ومن العلماء المعاصرين الإمام الألباني، وعبد العزيز بن باز، وابن عثيمين، وعبد الرحمن بن عبد الخالق، الذي يقول في كتابه "أصول العمل الجماعي": "إن أي جماعة تجتمع على مقتضى الكتاب والسنة والالتزام بإجماع الأمة، ولزوم جماعة المسلمين وإمامهم هي جماعة مهتدية راشدة ما دام أن اجتماعها وفق هذه الأصول ووفق قوله تعالى: ((وَتَعَاوَنُواْ عَلَى الْبرِّ وَالتَّقْوَى وَلاَ تَعَاوَنُواْ عَلَى الإِثْمِ وَالْعُدْوَانِ)) [المائدة:2]" ولا يفرق عبد الخالق في تأسيس الجماعات بين حالتي حضور الإمام وغيبته، مؤكداً "أن وجود الإمام العام لا يلغي وجود الجماعة الصغرى، وجماعة الدعوة والبر والإحسان.. فإذا كان الإمام العام راشداً قائما بالحق فإن الجماعة الصغرى سند له وقوة.

وبشكل عام يرى السلفيون جواز ومشروعية العمل الجماعي (المنظم)، بشرط تحقيق المصلحة ودفع المفسدة، وهو ما يلزم عندهم أشياء منها: عدم المصادمة مع الحكومات المدنية؛ لأن ذلك يجر على الدعوات كثيراً من المفاسد ويجعل الناس تستهين بدماء المسلمين، والبعد عما يفهم منه خطأ البيعة والسرية حال التمكن من الجهر بالدعوة، فتكون السرية حينئذ مخالفة للمقصود منها، وعدم التعصب للجماعة، بل يكون التعصب للحق.

صورة سيد بلال الشاب السلفي الذي مات نتيجة تعذيب جهاز امن الدولة قبل قيام المصريين بثورة 25 يناير

## قبل ثورة مصر 25 يناير 2011

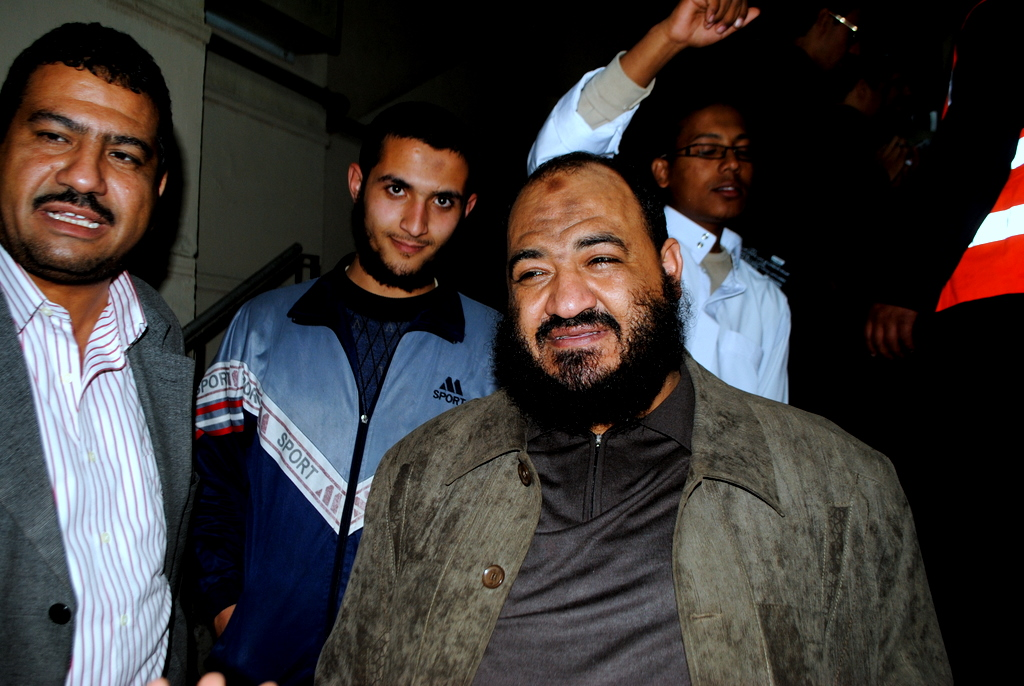
عبد المنعم الشحات أحد أبرز وجوه الدعوة السلفية في الإسكندرية قبل ثورة 25 يناير 2011

تعرض كثير من أبناء الدعوة الإسلامية عموما والدعوة السلفية خصوصا أو أي معارض للحكومة من أي تيار لكثير من أنواع الاضطهاد من الحكومة المصرية سواء بالسجن اوالاعتقال اوالتعذيب وحتى القتل، وتعرض كثير من مشايخ وأبناء الدعوة السلفية للاضطهاد والحبس والاعتقال مثل الشيخ عبد المنعم الشحات وياسر برهامي وغيرهم من مشايخ الدعوة الذين تم حبسهم واضطهادهم بتهم زائفة وحتى أبناء جماعة الاخوان المسلمون وغيرهم من أبناء الدعوة الإسلامية تعرضوا لكثير من الاضطهاد من هذا الشكل.
وقد ازداد ذلك الاضطهاد في السنوات الاخيرة قبل قيام الشعب المصري بثورة شعبية في 25 يناير عام2011 وكان أحد اشكال ذلك الاضطهاد الموجه للسلفيين مقتل الشاب السلفي سيد بلال أحد أبناء الدعوة السلفية بالتعذيب من قبال رجال امن الدولة حتى مات، الذي نسبوا اليه تهمة تفجير كنيسة القديسين وقد أصدرت الدعوة السلفية بيانا تستنكر فيه تفجير كنيسة القديسين وكان مقتل سيد بلال والشاب المصري الآخر خالد سعيد من الأسباب التي أدت إلى قيام ثورة 25 يناير وكانت حركة شباب العدل والمساواة «المصرية الشعبوية» من أولى الحركات الشبابية في مصر التي دعت منذ يوم 11 يناير اى قبل صفحة خالد سعيد للتظاهر يوم 25 يناير 2011م .

## أثناء ثورة 25 يناير

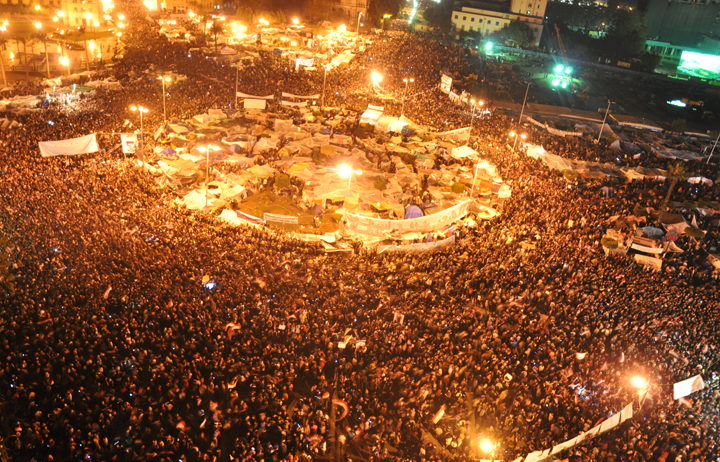
صورة لميدان التحرير بالقاهرة اثناء ثورة 25 يناير

في الخامس والعشرون من يناير عام 2011 قام الشعب المصري بثورة شعبية ضد نظام الحكم في مصر، وكان من أسباب تلك الثورة هي الفساد وسوء الأوضاع الاقتصادية والاجتماعية والسياسية وزيادة معدلات الفقر وقسوة الشرطة وغيرها، وكان أيضا من ضمن أسبابها مقتل الشاب خالد محمد سعيد والشاب سيد بلال السلفي، وقد شارك بعض السلفيين في تلك الثورة الشعبية  وكان الشيخ عبد المنعم الشحات محبوسا في أمن الدولة يوم 25 يناير.
وكانت حركة شباب العدل والمساواة «المصرية الشعبوية» من أولى الحركات الشبابية في مصر التي دعت منذ يوم 11 يناير أي قبل صفحة خالد سعيد للتظاهر يوم 25 يناير 2011م .
وكانت نتائج تلك الثورة تنحي رئيس الجمهورية محمد حسني مبارك من الحكم في 11 فبراير بعد 18 يوم من اعتصام المواطنين في ميادين الجمهورية.

## بعد ثورة 25 يناير

شعار حزب النور الذي أسسته الدعوة السلفية

استطاعت الدعوة السلفية بعد ثورة 25 يناير تجديد نشاطها في المجتمع بلا قيود ولا اضطهاد من سلطات، فقام مشايخها بالدعوة في كل أنحاء الجمهورية وقام الشيخ الدكتور عماد الدين عبد الغفور بتأسيس حزب النور  وكان هذا الحزب أول حزب مصري ذو توجه سلفي ويهدف الحزب للدفاع عن تطبيق الشريعة الإسلامية.
خاض حزب النور أول انتخابات تشريعية بعد تأسيسه، انتخابات مجلس الشعب المصري 2011-2012، ضمن تحالف الكتلة الإسلامية[ ؟ ] الذي تزعمه وضم حزبي البناء والتنمية والأصالة ذوا التوجه السلفي. حلّ التحالف ثانيًا بعد فوزه بنسبة 24% من المقاعد (أي 123 مقعد) أي أن الحزب أخذ الأغلبية الثانية بعد حزب الحرية والعدالة الذي أسسه الإخوان المسلمون

## أبرز مشايخ الدعوة
تضم الدعوة السلفية عددا كبيرا من المشايخ الكبار في العلم ومنهم:
- محمد عبد الفتاح أبو إدريس
- محمد إسماعيل المقدم
- أحمد فريد
- سعيد عبد العظيم
- ياسر برهامي
- أحمد حطيبة
- عبد المنعم الشحات
- سعيد حماد